# Clos Payen (Paris)

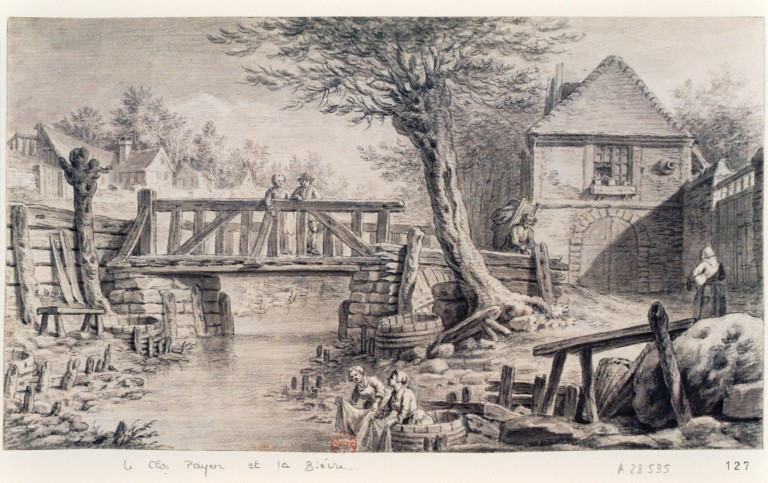
Passerelle sur le clos Payen.

Le clos Payen était un terrain au bord de la Bièvre qui s'étendait, au nord, des environs du moulin de Croulebarbe (à l'emplacement de l'extrémité sud du square René-Le Gall) à l'actuelle rue du Champ-de-l'Alouette, au sud, jusqu’au Petit-Gentilly approximativement rue Daviel, qui appartenait à la famille Payen. Le Clos Payen jouxtait le champ de l'Alouette.
Ce site en amont des nombreuses tanneries du quartier des Gobelins était utilisé par les blanchisseuses. L’eau de la rivière recevant les déchets d’autres entreprises en amont à Gentilly était cependant déjà fortement polluée.

## Évolution du clos Payen jusqu'à la fin duXIXesiècle

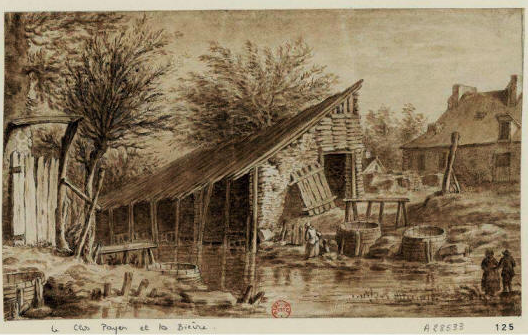
Le clos Payen et la Bièvre.

Une partie du terrain du clos fut acquis en 1664 par les bénédictines anglaises pour y établir leur couvent.
Le clos Payen fut traversé en 1760 par le boulevard du Midi (actuel boulevard Auguste-Blanqui) élargi en 1788 par édification du mur des Fermiers généraux et d'un boulevard extérieur à cette enceinte fiscale.
Une autre parcelle à l'est du domaine entre le boulevard du Midi, la rue du Champ-de-l’Alouette (actuelle rue Corvisart) et le bras vif de la Bièvre (rue Edmond-Gondinet) fut vendue en 1762 au financier Leprestre de Neufbourg qui y fit construire un hôtel, la folie Neufbourg.
Le Guide du voyageur à Paris de 1789 définit le clos Payen comme « le lieu où l’on blanchit les toiles à la faveur de la petite rivière des Gobelins qui y passe en plusieurs canaux entre le boulevard du Midi et le petit Gentilly ».
Les blanchisseries mentionnées étaient celles situées à Gentilly au sud du boulevard du Midi mais il en existait également au nord sur la rive opposée au moulin de Croulebarbe.
Le paysage décrit comme « champ de l’Alouette » par Victor Hugo au chapitre I du livre 2e des Misérables était en partie celui du clos Payen.

« Quand on a monté la rue Saint-Jacques, laissé de côté la barrière et suivi quelque temps à gauche l'ancien boulevard intérieur, on atteint la rue de la Santé, puis la Glacière, et, un peu avant d'arriver à la petite rivière des Gobelins, on rencontre une espèce de champ, qui est, dans toute la longue et monotone ceinture des boulevards de Paris, le seul endroit où Ruysdaël serait tenté de s'asseoir.
 
Ce je ne sais quoi d'où la grâce se dégage est là, un pré vert traversé de cordes tendues où des loques sèchent au vent, une vieille ferme à maraîchers bâtie du temps de Louis XIII avec son grand toit bizarrement percé de mansardes, des palissades délabrées, un peu d'eau entre des peupliers, des femmes, des rires, des voix ; à l'horizon le Panthéon, l'arbre des Sourds-Muets, le Val-de-Grâce, noir, trapu, fantasque, amusant, magnifique, et au fond le sévère faîte carré des tours de Notre-Dame. 
Comme le lieu vaut la peine d'être vu, personne n'y vient. À peine une charrette ou un routier tous les quarts d'heure. Il arriva une fois que les promenades solitaires de Marius le conduisirent à ce terrain près de cette eau. Ce jour-là, il y avait sur ce boulevard une rareté, un passant. Marius, vaguement frappé du charme presque sauvage du lieu, demanda à ce passant :
– Comment se nomme cet endroit-ci ?

Le passant répondit :

– C'est le champ de l'Alouette. »

Le bâtiment décrit par Victor Hugo figure sur les plans des XVIIIe et XIXe siècles jusqu’à sa destruction pour lotissement de la partie nord du clos Payen vers 1890 avec percement de la rue Vulpian.

Le Clos Payen sur plans anciens
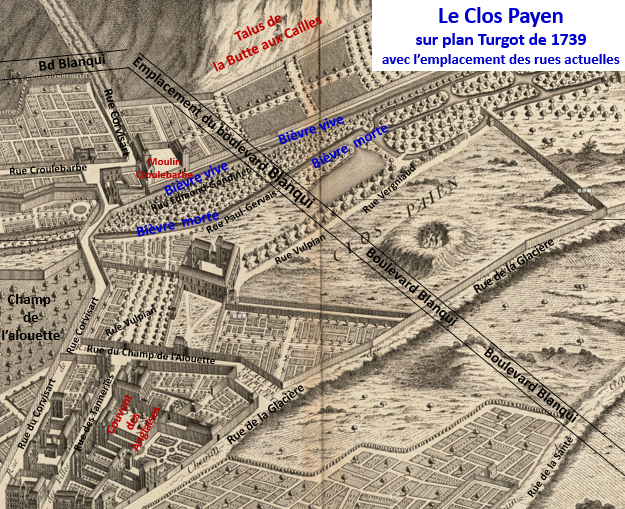
Le clos Payen sur le plan de Turgot de 1739.
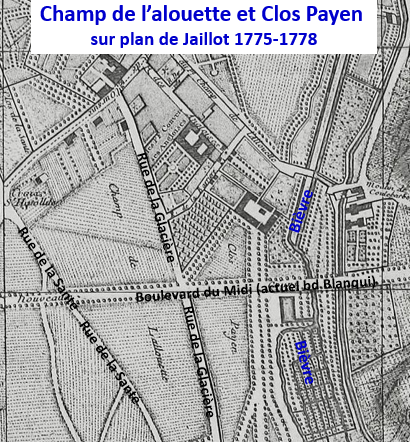
Le champ de l'Alouette et le clos Payen en 1775.
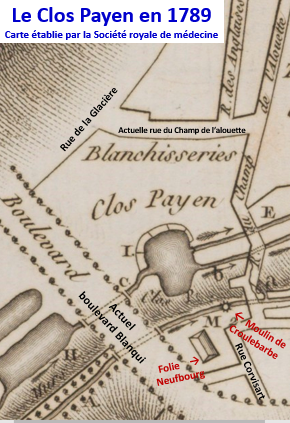
Le clos Payen en 1789.
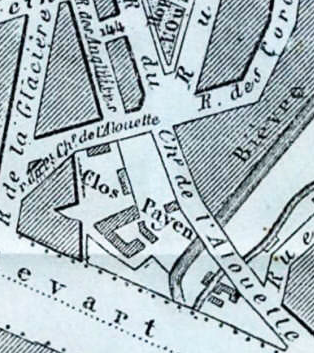
Le clos Payen en 1867.

## L’urbanisation du site

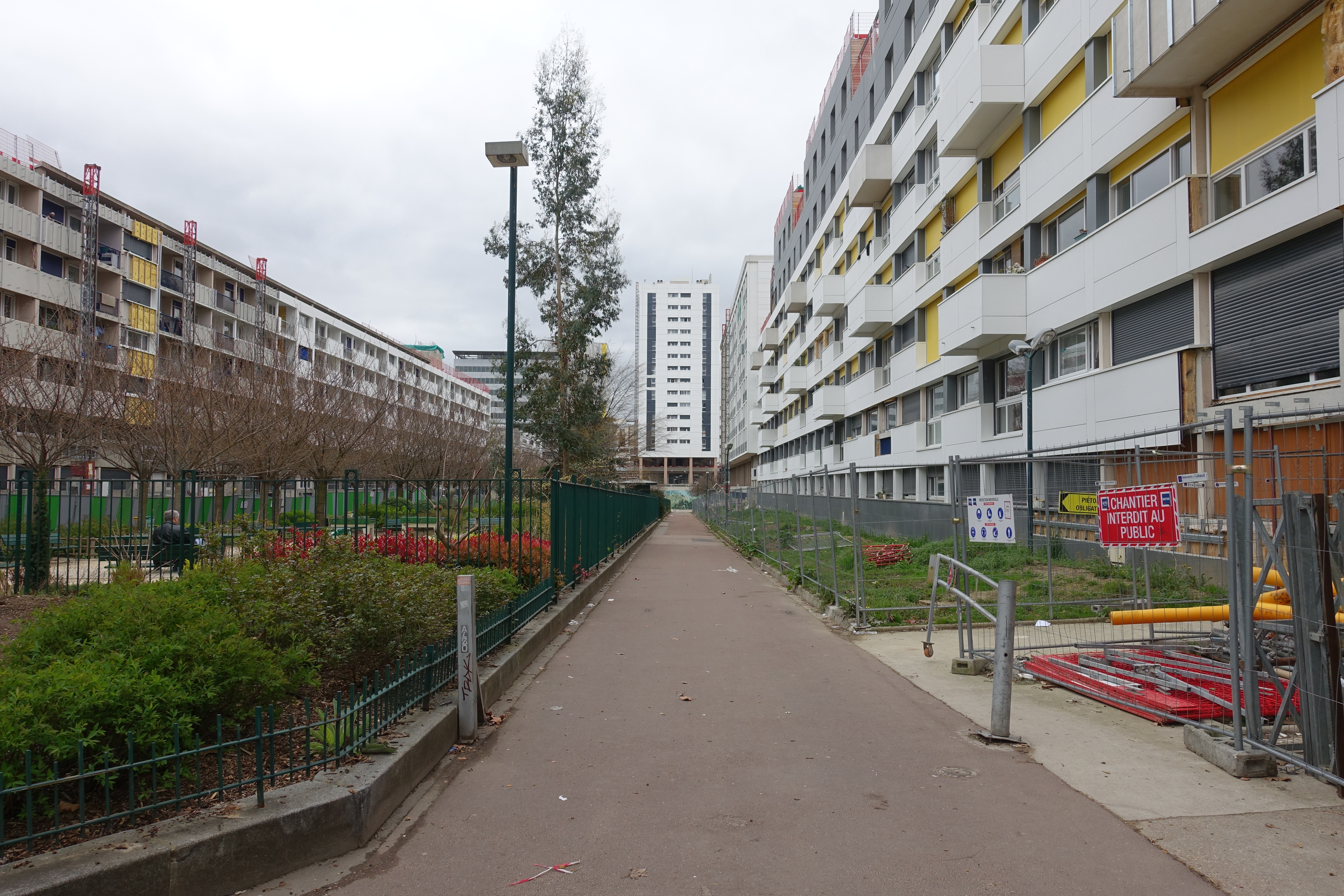
Mail de Bièvre.

Le clos Payen fut tardivement urbanisé après couverture de la Bièvre. La partie nord après suppression de la Bièvre, en 1892 sous la rue Paul-Gervais, en 1898 sous la rue Edmond-Gondinet, fut lotie entre le boulevard, la rue du Champ-de-l’Alouette, la rue Corvisart et la rue Edmond-Gondinet avec destruction du bâtiment décrit par Victor Hugo qui figure encore sur plan de 1867 et ouverture de la rue Vulpian. Cette partie est constituée en partie d’immeubles de type haussmannien.
Au sud, le bief Glacière sera le dernier recouvert en 1912 mais la vallée alentour était à cette date en partie remblayée de plusieurs mètres. Le quartier composé d’ateliers, de hangars et de logements médiocres sera classé comme l’îlot insalubre no 13 autour des rues de la Santé et de la Glacière.
Les constructions rasées dans les années 1960 ont été remplacées par des immeubles hauts. Le mail de Bièvre entre la rue Vergniaud et la rue de la Glacière perpétue le souvenir de la rivière mais il ne reste aucune trace de l’ancien clos.